# Affinity Petcare
Affinity Petcare è una multinazionale di alimenti per cani e gatti. È la sesta maggiore società a livello mondiale nell'industria del cibo per animali da compagnia. I suoi principali marchi sono Ultima, Advance, Brekkies, Libra, Natural Trainer e Nature's Variety.

## Origini
Affinity è stata fondata nell'1963 come una joint venture tra Agrolimen e Ralston Purina sotto il nome Gallina Bianca Purina.
Nell'anno 2002, dopo l'assorbimento di Ralston Purina da parte di Nestlé e l'acquisto di Royal Canin da parte di Mars, Agrolimen ha acquistato la totalità di Gallina Bianca Purina nonché altri mercati e marchi in Europa. Alla fine di 2002, Gallina Bianca Purina ha cambiato il suo nome in Affinity Petcare.

## Presenza internazionale
Affinity attualmente è presente in più di 20 Paesi con siti produttivi in Spagna, Francia, Italia e Regno Unito.
Nel 2013 Affinity ha annunciato una joint venture con Mogiana Alimentos una società brasiliana di cibo per animali da compagnia.

## Fondazione Affinity
Nel 1987, Affinity Petcare ha promosso l'avviamento della Fondazione Affinity, un'organizzazione senza scopo di lucro con l'obiettivo di «promuovere il ruolo degli animali da compagnia nella società». La sua prima grande campagna in Spagna, El nunca lo haría contro l'abbandono di animali da compagnia nel 1988 ha creato un grande impatto e il suo slogan è ancora molto ricordato in Spagna.